# MechWarrior 4: Mercenaries
MechWarrior 4: Mercenaries è un videogioco pubblicato da Microsoft l'8 novembre del 2002 per Windows. Si tratta di una simulazione di pilotaggio di mech (con visuale in prima o in terza persona), di fatto un'espansione stand-alone di MechWarrior 4: Vengeance, ispirata al gioco da tavolo BattleTech dell'editore FASA.
Grazie a un accordo stipulato fra Smith and Tinker, Virtual World Entertainment e Catalyst Game Labs, da una parte (le società che detengono i diritti sul marchio originale) e Microsoft Game Studios (detentrice dei diritti di distribuzione del videogioco) dall'altra, MekTek Studios, ha reso disponibile, dal 30 aprile 2010, una versione completamente gratuita di MechWarrior 4: Mercenaries, MechWarrior 4: Mercenaries MekPak.

## Trama
L'ambientazione generale è quella di BattleTech, dove l'umanità ha colonizzato una larga porzione di Via Lattea, poi suddivisa in Stati interstellari controllati da dinastie nobiliari guerrafondaie. In conseguenza di ciò, la galassia è divenuta teatro di ostilità interminabili. I mech detti BattleMech, macchine imponenti e avanzate, in genere antropomorfe, condotte da un'élite di piloti chiamati MechWarrior, sono determinanti sui campi di battaglia. 
Anno 3066. Il sogno di unire due Grandi Casate nobiliari (quelle degli Steiner e dei Davion) e costituire una nuova nazione, il Commonwealth Federativo, si è infranto ormai da tempo, assieme al tentativo di trovare una soluzione diplomatica alle secolari ostilità fra gli Stati Successori: è il quarto anno della guerra civile che scuote il Commonwealth Federativo.
In questo teatro bellico, le forze in campo non disdegnano di avvalersi dell'ausilio di mercenari, al fine di conseguire difficili e "delicati" obiettivi. Spectre è uno di questi soldati di ventura. Al comando di una propria compagnia di MechWarrior (piloti di BattleMech, ovvero, maiuscoli robot da combattimento) e patrocinato da un'importante unità mercenaria della MRBC (Mercenary Review and Bonding Commission, sorta di corporazione di mercenari per l'intermediazione e l'arbitrato sui contratti di guerra), riceverà molteplici incarichi da entrambe le fazioni.

Spectre, schierandosi da una parte, piuttosto che dall'altra, avrà un impatto di rilievo sulle sorti del conflitto. Inoltre, la sua condotta morale, oltre che professionale, determinerà la tipologia di incarichi futuri che gli verranno proposti: uccidere civili e bersagli neutrali cagioneranno a Spectre e alla sua compagnia una reputazione infamante, costringendoli ad ottenere ingaggi esclusivamente per operazioni dai fini immorali e brutali, mentre facendosi onore e distinguendosi per il proprio valore, oltreché gareggiando nelle arene di Solaris VII (il pianeta capitale dell'intrattenimento della Inner Sphere), come moderno gladiatore, incrementerà il valore della propria reputazione, attirando l'attenzione dei Davion (in particolare, dedicando le vittorie nei Giochi di Solaris alle singole casate, è possibile attirare la simpatia di una o il disprezzo dell'altra).

### Finali multipli
In relazione a come Spectre avrà gestito le alleanze temporanee con le due parti in lotta (quella guidata da Victor Steiner-Davion e quella con al vertice la sorella Katherine), s'imbatterà in scenari conclusi differenti:
- Finale Davion: Spectre combatte al fianco di Peter Steiner-Davion per sconfiggere la sorella Katherine.
Nel 3067, Spectre partecipa all'assalto al palazzo governativo di Tharkad City (capitale del pianeta Tharkad, ovvero il centro politico dell'Alleanza Lirica) dove Nondi Steiner (prozia di Katherine Steiner-Davion e feldmaresciallo dell'Alleanza Lirica) protetta dalle Guardie Reali, si rifiuta di arrendersi. Al termine, Nondi viene uccisa e gli Steiner sopraffatti.
- Finale Steiner: schierandosi con gli Steiner, Spectre deve coadiuvare un agente della Rabid Fox (una speciale unità operativa dei servizi segreti che lavorano per i Davion) al fine di ottenere informazioni sull'ubicazione di Katrina Steiner-Davion. Egli deve passare tali informazioni al Clan Wolf (una delle strutture militari e sociali che ha invaso parte della Inner Sphere). In seguito, Katherine viene consegnata (per l'esilio) a Vladimir Ward (leader del Clan Wolf, sul quale Katrina esercita un forte ascendente), in cambio della sua promessa di non rompere la tregua con la Inner Sphere, in atto da 15 anni.
- Finale Spectre: questa conclusione è di fatto una diramazione del finale Steiner. Prima dell'ultima operazione, l'ufficiale tattico di Spectre, Castle, convince il proprio superiore ad abbandonare la fazione perdente della guerra civile. Al termine, Spectre sigla un contratto con i governanti del pianeta New Canton per difendere la base militare "Griffin" messa sotto attacco da parte della Confederazione di Capella (nazione in quel periodo alleata contro Katrina). Ottenuto il successo, Spectre occupa per sé la base difesa, assieme ai propri mercenari.

## Modalità di gioco

### Campaign
DATE: 17 DECEMBER 3064

TO: MERCENARY COMMAND APPLICANT NO. 7912

FROM: MERCENARY REVIEW AND BONDING COMMISSION (MRBC)

SUBJ: APPLICATION FOR MEMBERSHIP CONGRATULATIONS, your application for membership in the MRBC is approved. You are hereby granted an interim license to do business as a MechWarrior mercenary company with the same privileges afforded a full member. You are authorized to proceed under the following condition(s):	
1. (A) You must find a sponsor to underwrite your company and provide guidance during your initial year.
(B) As a courtesy, we provide you with the following names of mercenary regiments that have expressed interest in sponsoring you. Please make contact at your earliest convenience.

WOLF’S DRAGOONS

NORTHWIND HIGHLANDERS

KELL HOUNDS

GRAY DEATH LEGION
POSTSCRIPT:

Given recent events (to wit, the Federated Commonwealth Civil War), the need for experienced BattleMech pilots will likely increase in the Lyran sector. TRANSMISSION OVER...»
DATA: 17 DICEMBRE 3064

A: CANDIDATO AL COMANDO MERCENARI N°7912

DA: MRBC - MERCENARY REVIEW AND BONDING COMMISSION

OGG: DOMANDA DI AMMISSIONE
CON LA PRESENTE COMUNICAZIONE DESIDERIAMO COMPLIMENTARCI CON LEI, e comunicarle che la sua candidatura a membro della MRBC è stata approvata. Le è concessa una licenza temporanea che l’autorizza a operare in qualità di compagnia mercenaria MechWarrior, godendo degli stessi privilegi concessi ai membri a pieno titolo. Sarà autorizzato a procedere alle seguenti condizioni:
1. (A) Trovare uno sponsor che sottoscriva la necessaria garanzia per la sua compagnia e che la guidi nel corso del suo primo anno.
(B) A titolo di favore, le forniamo i seguenti nomi di reggimenti mercenari, i quali hanno espresso il proprio interesse a sponsorizzarla e che la preghiamo di contattare non appena possibile.

WOLF’S DRAGOONS

NORTHWIND HIGHLANDERS

KELL HOUNDS

GRAY DEATH LEGION
P.S.

Alla luce dei recenti accadimenti (ossia la Guerra Civile del Commonwealth Federativo), si prevede, nel settore Lirico, un aumento della richiesta di piloti BattleMech esperti. FINE TRASMISSIONE...»
(Dal Manuale operativo di MechWarrior 4: Mercenaries.)
La campagna in singleplayer è composta da oltre 40 missioni ambientate in 10 mondi. Nelle sessioni che le precedono, è possibile sostituire il mech da pilotare (sono 36, suddivisi in quattro categorie: leggeri, medi, pesanti e d'assalto), gli armamenti, tipologia di corazza, i sistemi difensivi elettronici e la mimetizzazione con cui equipaggiarlo (tutte queste opzioni sono disponibili anche per i BattleMech dei gregari che accompagnano il giocatore). È disponibile anche il "Free Market", mercato mediante il quale fare compravendita di attrezzature e mech ed ingaggiare piloti.

### Instant Action
In Instant Action sono disponibili le seguenti modalità:
- Mission Play. Con questa modalità è possibile scegliere ognuna delle operazioni della campagna, optando fra ambientazioni diurne o notturne e facendosi accompagnare da un massimo di tre gregari.
- Training. Corso di pilotaggio di un BattleMech.
- Wave. Modalità che consente di battagliare contro ondate cicliche di nemici. Qui, è possibile impostare le mappe ed i mech da affrontare.

### Multiplayer
Il gioco presenta tre modalità multiplayer:
- Battle. A squadre o individuale, è possibile ottenere punti abbattendo il mech avversario e distruggendo sia le armi nemiche, che le singole parti dei mech. Si viene penalizzati ogni volta che si colpisce i propri compagni di squadra. La stazza del proprio mech determina il punteggio conseguibile: più leggero è il mech che si pilota, maggiori saranno i punti ottenibili dall'abbattimento e dal danneggiamento arrecato ai mech di stazza superiore.
- Destruction. A squadre o individuale, in questa modalità di gioco, le regole impongono di abbattere quanti più mech avversari possibile, nel tempo stabilito.
- Mission Play. Solo a squadre, ciascuna delle due squadre riceve una serie di obiettivi. Il gioco continua fino a quando una squadra raggiunge tutti gli obiettivi, si conclude il tempo limite, o quando tutti i giocatori di una squadra vengono abbattuti.

## Committenti
Nel corso della partita, i giocatori riceveranno incarichi principalmente dai seguenti committenti:
- Soli Confederati: governato dalla casata nobiliare dei Davion, è lo Stato Successore militarmente più potente e meglio equipaggiato della Inner Sphere (la forza bellica è reclutata su oltre 500 mondi, situati nella regione sudorientale della Inner Sphere), il quale, tuttavia, non disdegna l'arruolamento temporaneo di truppe mercenarie che contribuiscano alla vittoria.
- Alleanza Lirica: è la nazione con l'economia più solida della Inner Sphere. Costituito da un'alleanza vasta circa 350 mondi, locati nella regione nordoccidentale della Inner Sphere, possiede un esercito in grado di rivaleggiare con quello Davion. L'Alleanza Lirica (guidata dalla casata Steiner) impiega anche truppe mercenarie.

## Patrocinatori
Il giocatore potrà ottenere sponsorizzazioni affiliandosi ad una delle quattro corporazioni mercenarie più potenti. Tali organizzazioni finanzieranno l'acquisto di BattleMech, armi e l'ingaggio di piloti, e gestiranno il rapporto con la MRBC (Commissione di Valutazione e Sponsorizzazione Mercenaria):
- Wolf's Dragoons: nati nel 3000 da una costola del Clan chiamato Ghost Bear, i Wolf's Dragoons furono creati per essere inviati nella Inner Sphere, dove entrarono nel 3005 in missione di ricognizione a lungo termine, camuffati da unità mercenaria, allo scopo di spiare i nemici e preparare la conquista, già pianificata, dei Clan. In seguito all'Invasione dei Clan, con una società composta da diverse culture (quella originale e quella nuova, della Inner Sphere, erano oramai trascorsi cinquant'anni dal loro arrivo), i Wolf's Dragoons dovettero ridefinire la propria identità: una crisi che fu risolta per mezzo di una lotta intestina al termine della quale, furono prese misure volte ad una maggiore integrazione delle diverse "anime" dell'unità mercenaria. Gli affiliati di questa corp iniziano la loro avventura con gli equipaggiamenti Clan.
- Northwind Highlanders: discendenti delle ultime vestigia delle forze armate scozzesi, gli Highlander colonizzarono il pianeta Northwind e, nel corso dei secoli, si guadagnarono una reputazione come unità d'élite con elevati standard morali. La loro storia è legata, a vicende alterne, alla casata dei Davion. Nel 3059, contribuirono (assieme alla Task Force Serpent), all'annientamento del Clan Smoke Jaguar sul loro pianeta natale.
- Gray Death Legion: la Gray Death Legion è un'unità speciale, fondata nel 3024 e cresciuta fino ad avere dimensioni reggimentali e impiegata prevalentemente dalla Casata nobiliare degli Steiner. Nel tempo, le rivoluzionarie tattiche di combattimento escogitate dalla Legione, furono adottate dagli eserciti della Inner Sphere e insegnante presso le accademie militari. La corporazione divenne celebre in seguito al ritrovamento, da parte di una delle sue unità, dell'Helm Memory Core, una memoria che conteneva i dati costruttivi di mech, armi, equipaggiamenti e tecnologie varie perdute.
- Kell Hounds: la compagnia militare dei Kell Hounds è una delle più celebri unità mercenarie della Inner Sphere. Fondati nel 3010, i Kell Hounds hanno avuto un ruolo fondamentale nella storia delle Guerre di Successione.

## Armamenti
Le categorie di armi impiegabili in MechWarrior 4: Mercenaries vengono rese più efficaci da una varietà di congegni complementari elettronici di monitoraggio e puntamento. Va considerato altresì, che tutte le classi indicate, liberano quantità di calore deleterio per il regolare funzionamento del mech; oltrepassata una certa soglia di sicurezza, si innesca infatti, l'auto-spegnimento temporaneo del BattleMech (disattivazione che si rende necessaria per scongiurare l'esplosione del reattore a fusione che lo muove):

### Armi a energia
Le armi energetiche sfruttano l'energia prodotta dal motore a fusione del mech, emettendo fasci di energia diretta verso il bersaglio (radiazioni luminose ad elevata temperatura che impattano generando un danno variabile e che non necessitano di munizionamento). Le armi energetiche causano surriscaldamento nelle corazze avversarie (ma anche alle unità che ne fanno uso), hanno tempi di ricarica lunghi e risultano essere generalmente ingombranti. Di questo gruppo fanno parte:
- Laser: il gruppo di armi a energia diretta maggiormente diffuso nei BattleMech. I laser sono armi istantanee, che arrivano a danneggiare il bersaglio nello stesso istante in cui vengono lanciati (in quanto radiazioni ad alta velocità). Molti laser devono essere mantenuti puntati sul bersaglio per l'intera durata della scarica, per poter cagionar il maggior danno possibile. I laser si dividono in due sottogruppi:
  - Beam: laser standard che percorrono una traiettoria retta e lineare verso il bersaglio e hanno una durata e una portata variabile a seconda della potenza;
  - Pulse: emettono a ripetizione impulsi rapidi a corto raggio e producono un maggior danno (pur avendo una portata piuttosto corta).
Sia i laser di tipo Beam, che quelli Pulse si dividono in quattro gradi di potenza: Small, Medium, Large e ERLarge, progressivamente più potenti e con maggior raggio (anche se, per contro producono maggior calore).
- PPC (Particle Projection Cannon): i PPC sono cannoni particellari che sparano fasci di protoni o ioni, in grado di danneggiare gravemente le unità avversarie (per temperatura ed energia cinetica) e inducono al sovraccarico le strumentazioni elettriche di bordo colpite. Surriscaldano notevolmente le unità sulle quali vengono montati (anche un numero esiguo di colpi può portare allo spegnimento del mech). I PPC sono disponibili in vari modelli a seconda del danno prodotto, della portata, del peso e dell'ingombro, del calore sviluppato, nonché del costo: ERPPC, LPPC, HPPC, CLPPC, ClanPPC.
- Lanciafiamme: sono armi di concezione antica che lanciano un getto di plasma (recuperato dal motore a fusione), per incendiare i bersagli a corta distanza. Il loro effetto in battaglia è duplice: generare terrore nel pilota avversario ostruendone la visuale dell'abitacolo e aumentare la temperatura della fusoliera del suo mech. I Lanciafiamme possono sparare senza soluzione di continuità, ma sono fonte di danni marginali e surriscaldano le unità sulle quali vengono installati. Essi hanno una portata e un potere riscaldante maggiore, a seconda del modello, e sono suddivisi in Small, Large e Plasma.

### Armi balistiche
In questo gruppo ricadono tutte le armi che sparano proiettili di vario calibro, usando polvere da sparo, la decompressione dei gas, gli elettromagneti o qualunque altro tipo di propellente per accelerare un proietto contro il bersaglio designato. I vantaggi delle armi balistiche consistono nel generare un danno generalmente medio-alto e un calore basso (rispetto alle concorrenti ad energia) alle unità sulle quali vengono installate. Causano, tuttavia, anche degli inconvenienti: non sono istantanee come le armi a energia, sono meno precise (per via della gravità, del vento e della distanza dal bersaglio), hanno munizioni limitate e risultano essere pesanti ed ingombranti. Di questo gruppo fanno parte le seguenti categorie:
- Mitragliatrici: sono le uniche armi balistiche in grado di sparare ininterrottamente proiettili producendo un calore minimo, ma il piccolo calibro di cui sono dotate non le fa risultare particolarmente efficaci. Tali armi sono divise in Light, Heavy e Array (i modelli Array producono piccole quantità di calore e danni maggiori, essendo sistemi composti da grappoli di mitragliatori).
- Cannoni: i cannoni (nella fattispecie, grosse mitragliatrici) si dividono in serie Automatica, LBX a pompa, e Ultra. La serie Automatica (Autocannon) è in grado di sparare colpi a ripetizione di vario calibro contro il bersaglio. La serie LBX (Lubalin Ballistics-X) proietta cartucce di enorme calibro, mentre quella Ultra, eietta sequenze di colpi (ed è sottoposta ad inceppamenti). Pur essendo dotate di una certa potenza, tali armamenti producono più calore, hanno un raggio meno esteso e non possono essere considerate di precisione.
- Cannoni Rotanti: le armi balistiche rotanti sono esemplari di mitragliatrici che sparano proiettili blindati e perforanti. I Cannoni Rotanti posseggono lunghi nastri di caricatori, tuttavia, un loro impiego ininterrotto può causarne l'inceppamento.
- Fucili Gaussiani: tali armamenti eiettano proiettili d'acciaio senza usare propellenti od esplosivi. La cartuccia, al momento del lancio, viene sovraccaricata di energia cinetica da elettromagneti, quindi, viene sparata a notevole velocità, causando estesi danni da impatto. I Fucili Gaussiani non producono calore, hanno un raggio elevatissimo ed un'alta capacità di penetrazione. Di contro, essi risultano essere pesanti ed ingombranti. I modelli disponibili sono LGAUSS (più leggero), HGauss (che imprime maggiore accelerazione al proiettile), e SGAUSS (buon compromesso fra i due precedenti).

### Armi missilistiche
Le armi missilistiche sfruttano missili con testate esplosive di varia gittata e in varie salve numeriche. L'installazione di tali armamenti richiede l'impiego di ingombranti tubi di lancio e lo smaltimento di calore di valore medio. I missili possono essere dotati di sistemi automatici di guida.
Le armi missilistiche si dividono in:
- LRM (Long Range Missiles): sono testate guidate, con cariche di dimensioni variabili. Tali missili a lungo raggio necessitano di alcuni secondi, prima del lancio, per acquisire (agganciare) uno stabile segnale radio del bersaglio. Una volta lanciati, assumono una traiettoria ad arco, procedendo verso la meta.
- SRM (Short Range Missiles): sono missili a corto raggio, progettati per colpire bersagli fino a 300 metri di distanza (o 450, se dotati di cariche si tipo Streak, ovvero traccianti). Gli SRM standard non richiedono tempi di aggancio e si armano immediatamente quando lanciati, ma la precisione è limitata dalla capacità del pilota.
Le cariche SSRM (Streak Short Range Missiles), si armano solo dopo aver percorso 80 metri e richiedono un aggancio sul bersaglio, ma la precisione è assicurata e il raggio, esteso.
- SRSM (Short Range Streak Missiles): armi missilistiche concepite per ingaggiare target vicini. Si armano dopo 100 metri dal lancio e colpiscono fra i 300 e 550 metri dalla partenza. Essi si dividono in Cluster e Thunderbolt. Il modello Cluster detona i missili intorno al bersaglio creando esplosioni multiple che proiettano un esteso danno ad area, mentre il modello Thunderbolt, sacrifica tale attitudine per concentrarsi particolarmente su di uno specifico punto.
- MRM (Medium Range Missiles): testate guidate per coprire un raggio intermedio, offrono un buon compromesso tra capacità di danneggiare, velocità e precisione.
- Lanciarazzi: sono missili di una certa potenza ma non posseggono un sistema di guida; sono molto veloci e vengono impiegati per coprire una distanza massima di 450 metri.
- NARC (Narc Missile Beacon): i NARC sono missili che, quando colpiscono un bersaglio, anziché esplodere, vi aderiscono, emettendo poi un segnale di richiamo per gli LRM e gli SRM alleati.

### Equipaggiamento ausiliario
I BattleMech, possono essere equipaggiati con strumentazione ausiliaria di vario genere, come sistemi di rilevamento, propulsori ausiliari, congegni di difesa passiva e attiva, ecc:	 
- ECM (Electronic Counter-Measure): congegno in grado di mascherare i segnali radar e la firma termica, rendendo il mech invisibile alle strumentazioni di bordo avversarie e disturbando la loro elettronica. Il mech diventa non rilevabile ai radar ostili finché rimane ad una distanza superiore ai 150 metri; i nemici non possono agganciare il mech per lanciare missili a lungo o medio raggio. I segnali sismici relativi al movimento vengono soppressi. Se un'unità ostile è equipaggiata con un sistema di puntamento BAP, la distanza di rilevamento sale a 400 metri.
- BAP (Beagle Active Probe): incrementa la potenza del radar. La distanza massima di rilevamento passa da 1500 a 3000 metri. Le unità provviste di ECM vengono rilevate a 400 metri, quelle con Sensori Passivi, a 300 metri. Il tempo per agganciare un bersaglio con i sistemi missilistici, scende di molto. I BattleMech completamente disattivati, si rilevano a 250 metri di distanza.
- Sensori Passivi: sono una serie di sensori e scanner a bassa frequenza, che operano a bassissima banda ed emettono segnali molto deboli. Il radar del mech rileva unità avversarie fino a 450 metri, mentre l'unità sulla quale vengono montati, non viene a sua volta individuata fin quando non scende al di sotto dei 100 metri di distanza. I segnali sismici non sono soppressi e lo spostamento può generare una firma termica.
- AMS (Anti-Missile System): è un sistema antimissilistico che inonda il mech di shrapnel per distruggere missili in arrivo. Produce poco calore ma ha munizionamento limitato.
- LAMS (Laser Anti-Missile System): sistema antimissile che elimina una certa percentuale di missili in arrivo usando un laser a bassa potenza. Anche se progettato per proteggere il BattleMech su cui è montato, il LAMS può arrivare a difendere anche gli alleati vicini. Il suo munizionamento è illimitato, tuttavia genera maggior calore all'unità ove viene montato, rispetto all'AMS.
- IFF Jammer (Identification Friend or Foe Jammer): i radar e l'elettronica nemica vengono disturbati seriamente dal sistema IFF Jammer ("Disturbatore di Identificazione Amico o Nemico"). Impiegando tale dispositivo, le unità avversarie non distinguono più gli alleati dagli ostili (fino a distanze relativamente corte). La traccia termica non è soppressa. L'aggancio dei missili è possibile solo al di sotto dei 500 metri.
- Jump Jet: i jet di salto consentono ad un BattleMech di superare ostacoli e di raggiungere più agevolmente aree del campo di battaglia, vincendo la gravità per un brevissimo periodo di tempo.
- Ottica Migliorata: funzione che aumenta lo zoom a disposizione dell'HUD.
- Advanced Gyro: l'impiego di un giroscopio avanzato diminuisce la potenza d'urto dei colpi subiti.
- Heat Sink: i dissipatori di calore aiutano a smaltire le temperature eccessive raggiunte a causa di armi o altre fonti.
- Engine Upgrade: l'aggiornamento della potenza del motore a fusione aumenta la velocità massima raggiungibile da un mech.

### Corazze
I BattleMech possono essere dotati di varie tipologie di corazze, speciali protezioni a strati multipli con finalità di salvaguardia di mezzo e pilota:
- Corazza Ferro-Fibrous: quest'armatura utilizza una lega di "ferro-acciaio", "ferro-titanio", e fibre di diamante, per aumentare la resistenza alla trazione. Tale blindatura, è generalmente in grado di garantire una buona protezione.
- Corazza Reattiva: è costituita da due rivestimenti per offrire maggior protezione e distribuire meglio i danni sulla superficie del mech, evitando di accumulare la tensione su una singola zona strutturale. Lo strato esterno è costellato di cariche che generano micro-esplosioni su tutta l'area, intercettando i colpi, e riducendo così l'impatto di alcuni missili e, segnatamente, dei proiettili. La protezione Reattiva, è infatti la più resistente nei confronti delle armi balistiche, pur risultando meno efficace contro le altre tipologie di armamenti.
- Corazza Deflettente: questa speciale tipologia di blindatura sperimentale (che pesa il doppio rispetto a quella in Ferro-Fibrous ed è più ingombrante) ha un rivestimento costruito con materiali riflettenti in grado di deviare la traiettoria dei laser. La Corazza Deflettente è molto più efficace contro le armi a energia che verso le altre.

Le strutture di rinforzo dei mech passano anche attraverso l'eventuale utilizzo di sistemi di preservazione come l'Endo Steel (endoscheletro d'acciaio leggero, distribuito al di sotto dell'armatura, che assorbe maggiormente lo stress meccanico imposto dagli impatti delle armi, dilatandosi e contraendosi), o il CASE (Cellular Ammunition Storage Equipment), un complesso di contenimento che reduce i rischi di detonazioni accidentali legati all'immagazzinamento di esplosivi e munizionamento vario.

## MechWarrior 4: Mercenaries MekPak
MechWarrior 4: Mercenaries MekPak è la distribuzione gratuita del videogioco MechWarrior 4: Mercenaries (concessa dalle società che detengono i diritti sul marchio originale, ovvero Smith and Tinker, Virtual World Entertainment, Catalyst Game Labs e Microsoft Game Studios), messa a disposizione, nel 2010, sui server del sito MekTek.net Archiviato il 3 febbraio 2006 in Internet Archive. (fondato da fan del wargame BattleTech), e sviluppata dalla software house MekTek Studios.
MechWarrior 4: Mercenaries MekPak (nella versione 3.1), è un pacchetto che include, oltre al gioco originale e alle espansioni ufficiali Microsoft, Clan Mech Pak e Inner Sphere Mech Pack, un totale di 111 modelli di BattleMech (compresi fra le 20 e le 100 tonnellate di stazza), 9 modelli di suit da battaglia per soldati ("Battle Armor"), 6 unità di fanteria, 32 armi a raggi, 43 balistiche, 44 di tipo missilistico, 7 componenti elettronici e 3 varianti di rivestimenti di corazze per BattleMech.
Numerose sono le aggiunte sviluppate direttamente da MekTek Studios e dalla comunità MekTek.net (nuovi armamenti e BattleMech, HUD modificato, la possibilità di incrementare la potenza dei motori dei mech e un nuovo sistema di matchmaking).